# Huteriti
Huteriti su protestantski, anabaptistički kršćanski pravac, čiji su članovi zbog progona u Europi, pobjegli u Sjevernu Ameriku tijekom 1870-ih. Poput velikog broja drugih kršćanskih pravaca, svoje korijene ima u Reformaciji, točnije nastaje iz anabaptizama u 16. stoljeću. Nazvan je po Jacobu Hutteru, njemačkom svećeniku iz početka 16. stoljeća. U SAD–u (zapadni dio) postoji oko 460 huteritskih kolonija a zajedno s Kanadom broje oko 46 000 članova. Svaku koloniju predvodi jedan Starac.
Huteriti su poput drugih anabaptista, pacifisti i odbijaju nositi oružje ili ići u vojsku. Žive u kolektivima. Ta vrsta života je bazirana na Isusov Govor na gori o ljubavi prema neprijatelju (Mt. 5,44) kao i o prvim zajednicama u Jeruzalemu koje su svoje vlasništvo dijelile na jednake dijelove (Dj. 2,44-45).
Kod Huterita postoje tri glavna pravca, ili "naroda" (njem. Leut): Lehrerleut, Dariusleut i Schmiedeleut. Sve tri pravca imaju isti nauk ali se razlikuju po tradicijama i mjestu življenja. Lehrerleut pravac je najstrožiji pri odjevanju. Schmiedeleut su najblaži pri odjevnim tradicijama i obitavaju u središnjoj Sjevernoj Americi, dok su pripadnici ostala dva pravca više na zapadu. 
Veze s obližnjim bratstvima (Bruderhof) znale su ponekad dovoditi do šizmi (raskola) zbog velikih kulturnih razlika.

## Vanjske poveznice
- Hutterites.org (engl.)